# Virtual Studios
Die Virtual Studios LLC ist ein US-amerikanisches Filmstudio, welches sich auf Visuelle Effekte spezialisiert hat. Das Unternehmen wurde von dem Filmproduzenten Benjamin Waisbren gegründet und wird aus Mitteln des Hedgefonds Stark Investments finanziert. Die Studios gehören zu dem Time-Warner-Konzern und haben ihren Sitz in den Hollywood Hills. Bekannte Filme sind u. a. 300, Next und Blood Diamond.